# فهرست چیزهایی که به افتخار کارل فریدریش گاوس نامگذاری شده‌اند
این صفحه فهرست چیزهایی است که به افتخار کارل فریدریش گاوس (۱۷۷۷–۱۸۵۵) نامگذاری شده‌اند.
- جایزه کارل فریدریش گاوس
- جمع گاوس
- گاوس، یکای میدان مغناطیسی (B)
- حذف گاوسی، یک روش در جبر خطی
- قضیه گوس-مارکف
- روش گاوس-سایدل
- الگوریتم گاوس نیوتون
- خط گاوس-نیوتون
- الگوریتم گاوس-لژاندر
- فرمول مساحت گاوس
- ثابت گاوس
- قانون گاوس
- قانون مغناطیسی گاوس
- لم گاوس (چندجمله‌ای‌ها)
- لم گاوس در نظریه اعداد
- لم گاوس در هندسه ریمانی
- ننقشه گاوس
- شبه‌جزیره گاوس, گرینلند شرقی
- جمع گاوس
- توزیع گاوسی، که با نام توزیع طبیعی شناخته می‌شود یک توزیع احتمال
- حذف گاوسی
- تابع گاوسی مرتبط با توزیع گاوسی
- فیلتر گاوسی
- گراف گاوسی
- انتگرال گاوسی
- اپتیک گاوسی
- دوره گاوسی
- چندجمله‌ای گاوسی
- عدد اول گاوسی
- سال گاوسی
- آزمون گاوس
- تبدیل گاوس
- نابرابری گاوس
- سطح گاوسی